# 레오넬로 데스테 디 페라라 변경백
레오넬로 데스테 디 페라라 변경백(이탈리아어: Leonello d'Este, Marchese di Ferrara: 1407년 9월 21일 - 1450년 10월 1일)는 1441년부터 1450년까지의 페라라의 변경백이자 모데나와 레조에밀리아의 공작이다. 적출 자식들이 있었음에도, 레오넬로는 아버지가 후계자로서 가장 선호했었다. 추가적으로 그의 도덕적 가치와 높은 교육 수준, 대중들의 인기에 더불어 교황청 전체의 승인으로 궁극적으로 가장 합법한 후계자를 만들게 하였다.
레오넬로는 이탈리아 정치와 페라라의 귀족들에게 약간의 영향을 미쳤다. 아초 7세(Azzo VII), 니콜로 3세(Niccolò III), 이사벨라 데스테(Isabella d’Este) 등 권력과 통제력을 가지려 했던 옛 에스테 가문의 지도자들에 비해서 레오넬로는 주로 미술, 문학, 문화 등에 후원을 한 것으로 알려져있다. 1441-1450년 사이에 그는 변화해 가던 페라라에서 그를 도와주던 궁정과 지식 개발을 배웠다. 그의 인문학 교사였던 구아리노 다 베로나의 지도와 지역 사회의 승인으로 레오넬로는 트히 페라라 대학교의 개선에 착수했었다.
레오넬로는 그의 통치 시기에 인문학 문화만을 높인 것만이 아니라, 그의 후계자들에게 정치적, 문화적 발전에 영향을 미쳤다. 레오넬로는 에스테 가문의 역사의 업적들에 대한 선도자 역할을 했었다.

## 생애
레오넬로는 니콜로 3세 데스테와 스텔라 데 톨로메이(Stella de' Tolomei) 사이에 태어난 사생아 세 명 중 하나였다. 그는 콘도티에로 브라초 다 몬토네에게서 군사 교육을 받았고, 구아리노 다 베로나의 가르침을 받았으며, 나중에는 그에게 바람직한 지도자와 어떻게 다스리는 지의 특성에 대한 교육을 배우게 한 페라라 대학교의 교수로 임명되기도 하였다. 그의 형인 우고 알도브란디노가 파문을 받은 후 인 1425년에 그는 니콜로의 유일한 후계자였다. 1435년에 그는 2월 6일 마르게리타 곤차가(Margherita Gonzaga)와 혼인을 했고 교황 마르티노 5세에게 적자로 인정받았다. 1439년에 사망한 마르게리타는 1438년에 니콜로(1476년 사망)라는 아이를 낳아주었다. 1441년 12월 말에 그는 아버지가 북부 이탈리아에서 사망한 후 자리를 이어받았다.
훌륭한 학풍적 배경으로, 레오넬로는 니콜로 3세 이후에 그가 자리를 잡은 후 페라라에 전례없는 경제적, 정치적, 문화적 변화를 가져왔다. 1444년 5월, 레오넬로는 알폰소 5세 데 아라곤의 사생아 딸인 19살의 마리아 다라고나와 혼인하였다. 이 혼인은 정치적인 혼인이였다. 페라라 내부의 정치적 안정성을 보장하기 위해, 레오넬로는 밀라노와 베네치아 사이의 정치적 균형에서 중립을 유지하였다. 그러나 레오넬로는 권위와 힘을 키우는등 페라라의 청사진 또한 지니고 있었다. 마르게리타 곤차가 사망 후, 레오넬로는 친족으로 강화된 페라라의 힘을 통해 이웃 지역들과의 동맹을 이룰 기회를 포착했다. 나폴리에서 마리아 다라고나의 아버지인 알폰소 5세의 승리는 레오넬로에게 외교적 혼인과 페라라에게는 기회로서 촉매제로 작용했다.
니콜로 3세 통치 시기에 이러한 과정들이 없었던 것들을 레오넬로는 정치적 일들과 페라라내 경제적 번영에 한층 더 집중하였다. 레오넬로는 실력있는 정치가였고 페라라 최초의 병원 건설에 관여를 했었다. 하지만 그는 주로 스스로를 문화인으로서 구분지었다. 레온 바티스타 알베르티는 레오넬로의 의뢰에 의해 건축론을 저술하였으며, 페라라의 궁전에는 피사넬로, 야코포 벨리니, 조반니 다 오리올로, 안드레아 만테냐, 피에로 델라 프란체스카, 네덜란드 출신의 로히어르 판 데르 베이던 등이 예술가들이 있었다. 그의 개인 성무일과서는 분할된 상태로 1958년 크리스티 경매에서 랑가톡(Llangattock) 남작에게 판매되기도 하였다. 이후로 이 서적은 랑가톡 성무일과서로 알려지게 되었다. 이는 조르조 달레마냐(Giorgio d´Alemagna)의 예술적 방향하에서 만들어졌고 마테오 데 파스티(Matteo De Pasti)와 야코포 마냐니모(Jacopo Magnanimo) 같은 화가들도 여기에 기여를 하였다. 파리의 루브르, 덴마크 국립 도서관, 일부 개인 수집가들에게 흩어져있는 상황이다.
레오넬로는 43세였던 1450년에 사망하였고, 그의 형제인 보르소 데스테가 계승하였다.